# Eduard Speyart van Woerden
Eduardus Leopoldus Wilhelmus Raphaël (Eduard) baron Speyart van Woerden (Zutphen, 28 november 1924 – Doorn, 2014) was een Nederlands beeldhouwer, medailleur en restaurator.

## Leven en werk
Speyart van Woerden is lid van de familie Speyart van Woerden en de tweede zoon van mr. Johannes Eduardus Theodorus Carolus baron Speyart van Woerden (1892-1987), officier van justitie in Arnhem, en van Maria Petronella Isabella Cremers (1893-1984), lid van de familie Cremers. Hij is Ridder van Eer en Devotie van de Orde van Malta.
Speyart van Woerden erfde de kunstzinnige aanleg van zijn moeder, die schilderde. Hij volgde een opleiding aan de Academie Kunstoefening in Arnhem en de Weense Akademie der bildenden Künste. Na de oorlog knapte hij het beschadigd familiebezit op en in 1964 voltooide hij zijn opleiding tot restaurator in Rome. Nadat in 1966 de Arno buiten zijn oevers trad, werkte hij acht maanden aan de restauratie van de Santa Croce in Florence. Hij woonde en werkte in Den Haag. Hij overleed op 90-jarige leeftijd in een Doorns verzorgingstehuis.

## Werken (selectie)
- Petrusbeeld voor het Sint Peters Gasthuis (jaren 50), Arnhem (later ondergebracht bij woonzorgcentrum Drie Gasthuizen)
- portretkop van G.H.J.B. Bodewes (1953), directeur van De Gelderlander Pers
- monument op het Walburgisplein (1954), Arnhem
- Vaandeldrager, monument Prinses Irene Brigade (1955), Tilburg
- bronzen plaquette met portret van J.F. Vlekke (1958), directeur van de NV Gastelsche Beetwortelfabriek, Stampersgat
- beeldje van Sint Eligius (1962), Oostburg
- portretkop van Thomas van Diessen (1965), Goirle
- herdenkingspenning met dubbelportret t.g.v. de abdicatie koningin Juliana en inhuldiging koningin Beatrix (1980)
- portretkop van koningin Beatrix (1980), geplaatst in o.a. het gemeentehuis van Waalwijk en de gemeentehuizen in Grouw, Maassluis en Tiel
- penning voor het Koninklijk Nederlandsch Genootschap voor Geslacht- en Wapenkunde (1983), ter gelegenheid van het honderdjarig bestaan

## Afbeeldingen

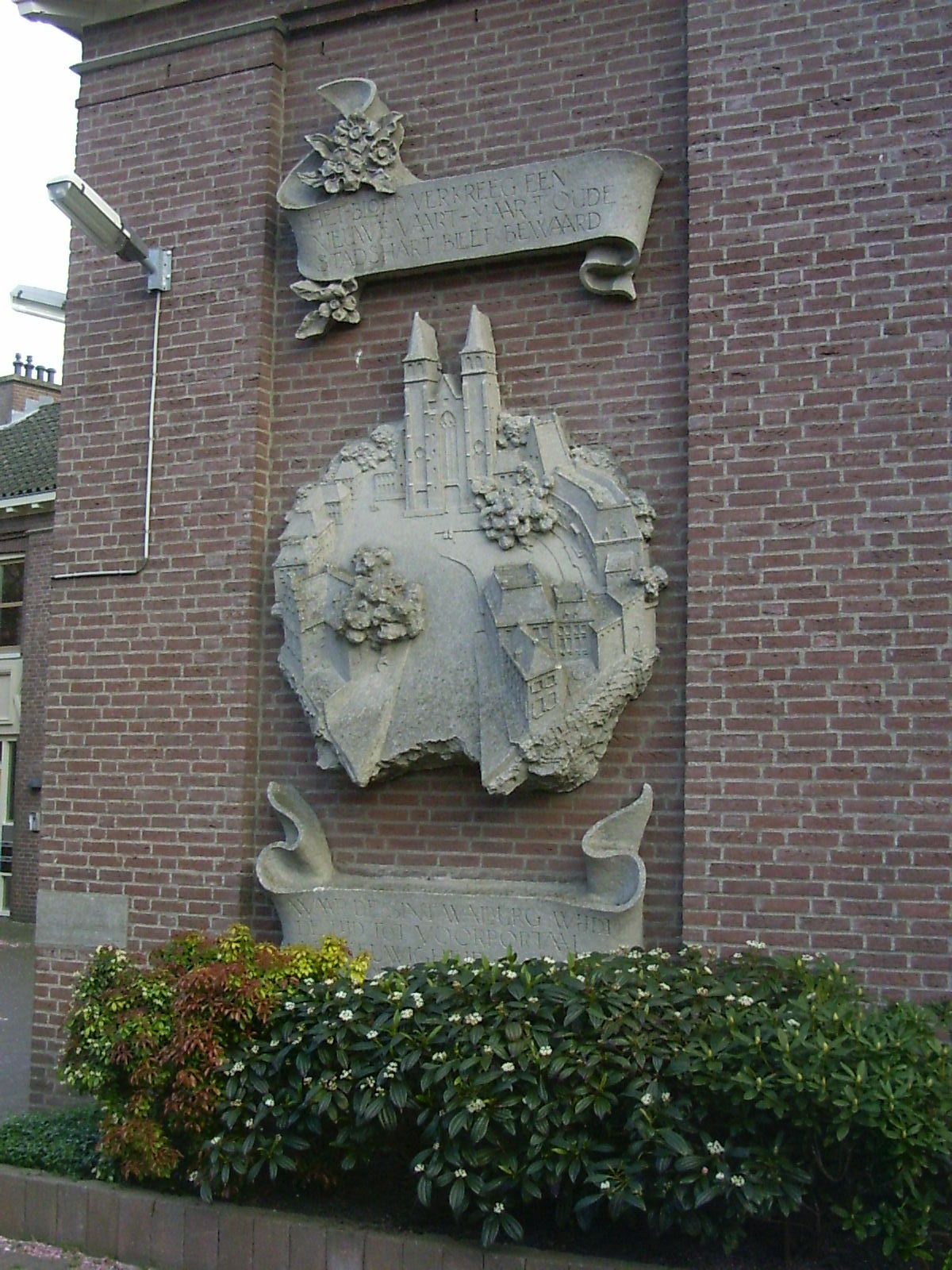
monument op het Walburgisplein (1954)
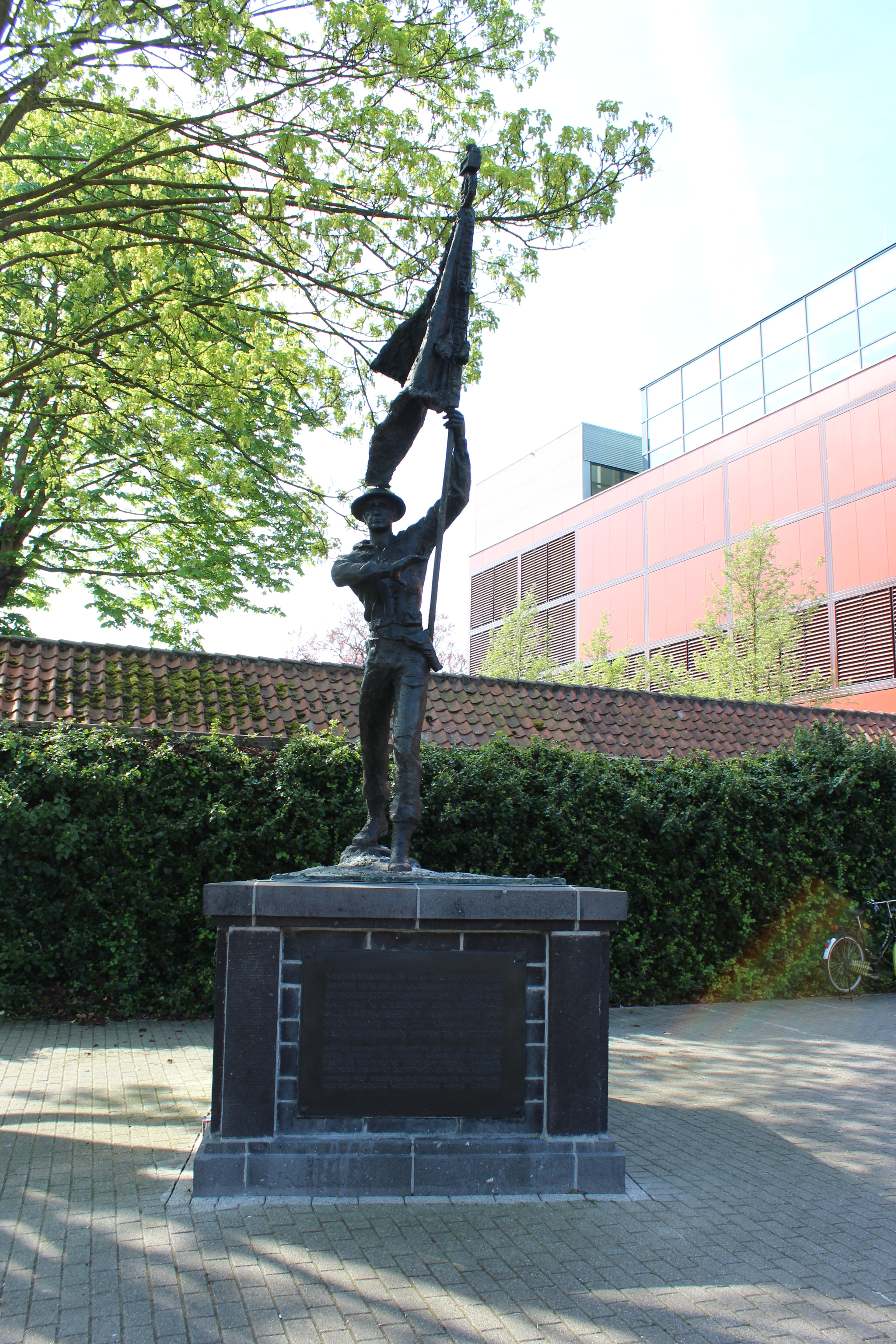
monument Prinses Irene Brigade (1955)
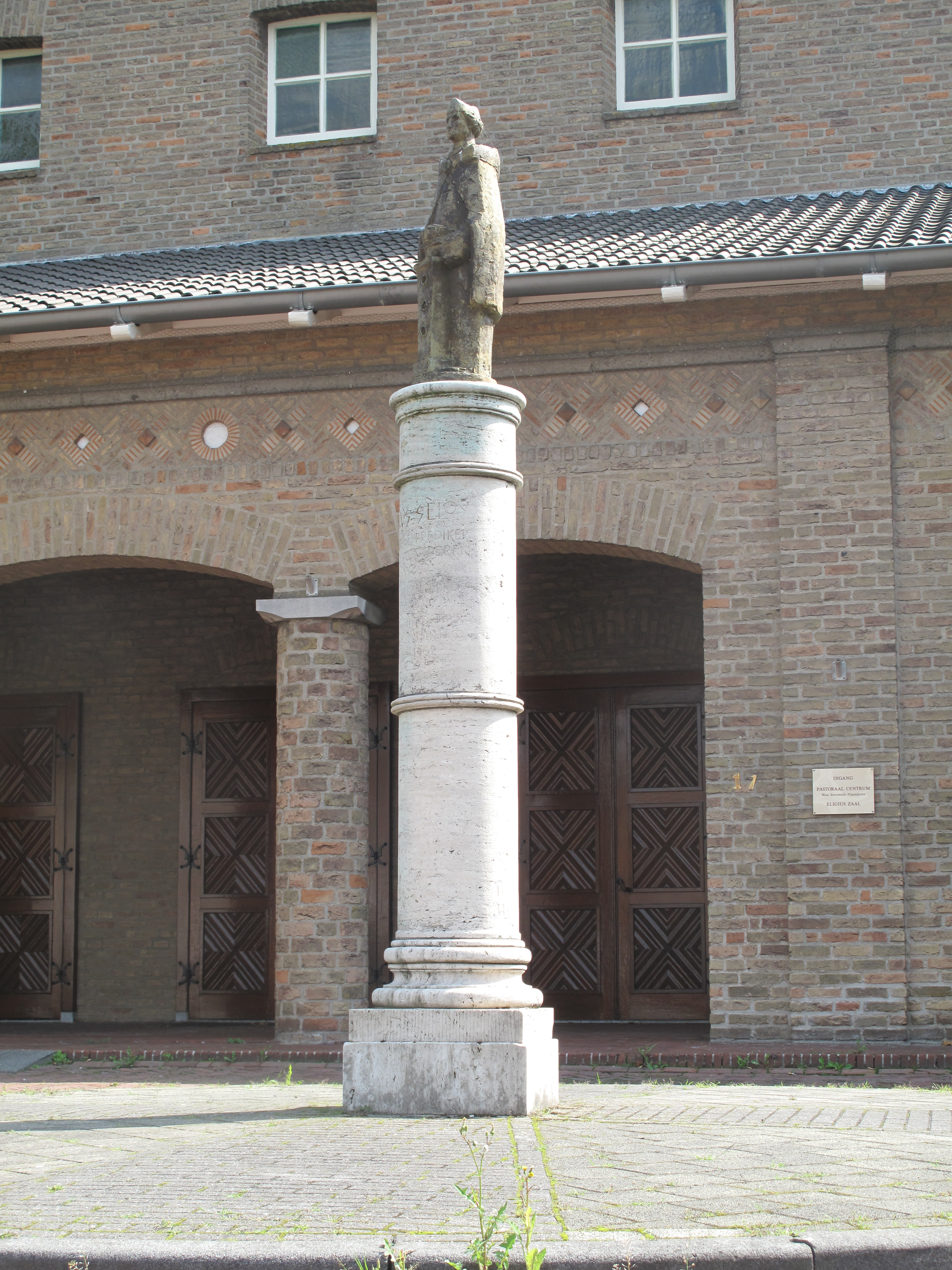
Sint Eligius (1962)

- RKD-Nederlands Instituut voor Kunstgeschiedenis: 74264